# اسم الوردة (رواية)
اسم الوردة رواية بوليسية لأومبيرتو إكو، نشرت لأول مرة باللغة الإيطالية عام 1980 تحت عنوان "Il nome della rosa"، وترجمت للإنكليزية عام 1983، وإلى الكثير من اللغات الأخرى لاحقاً. وقد حققت هذه الرواية نجاحاً كبيراً أدى في نهاية المطاف إلى تجسيد أحداثها في فيلم عام 1986 يحمل اسم الرواية "Der Name der Rose" من بطولة الفنان العالمي شون كونري والممثل الأمريكي كريستيان سلاتر واخراج الفرنسي جان جاك آنود. وصلت مبيعات الرواية إلى أكثر من 50 مليون نسخة، وتمت ترجمتها إلى أكثر من 80 لغة حول العالم.

## الأحداث
تدور أحداثها الغامضة في أحد أديرة شمال إيطاليا التابع للرهبنة البنديكتية وذلك في شهر نوفمبر/تشرين الثاني عام 1327، حيث تتكرر في الدير جرائم قتل مريبة ضحاياها جميعهم من النساك، ويكون التفسير الوحيد للرهبان حول هذه الظاهرة وجود روح شريرة (الشيطان) داخل جدران ديرهم، ولكنّ رجلا واحدا يشك في وجود شخص ما يقف وراء جميع تلك الجرائم، ذاك الرجل هو راهب ضيف يدعى ويليم من باسكرفيل يتبع الرهبنة الفرانسيسكانية، وهو شخص حاد الذكاء، سريع البديهة، يعتمد على عقله في الإجابة عن أي شيء، عمل سابقا محققًا في محاكم التفتيش، ولكنه تخلى عن وظيفته تلك بعدما رأى أن مهمة محاكم التفتيش لم تعد فقط إرشاد الناس بل أيضاً معاقبتهم وبوسائل بشعة بعيدة عن روح المسيحية.
يقوم ويليم بزيارة للدير –المذكور سابقا- مع تلميذه آدزو الذي قام هو نفسه بتدوين القصة كما يقترح المؤلف، وبعد سلسلة من الأحداث الشيقة يصطدم فيها الراهب ويليم بأحد محققي محاكم التفتيش والذي كان قد اتهمه سابقاً بالهرطقة مهددا إياه بالموت، ولكن في نهاية الأمر يتمكن ويليم من فك ألغاز الجريمة ويتوصل لمعرفة القاتل الحقيقي.

## الشخصيات

### ويليم من باسكرفيل
الشخصية الرئيسة، راهب فرانسسكاني.

### أدزو دي مالك
الراوي، راهب بندكتي مبتدئ وتلميذ ويليم.

### أوبرتينو
راهب فرانسسكاني منفي. وصديق قديم لويليم.

### سيفيرينو
عشّاب

### ملاخي
مكتباتي

### برينغاريو
مكتباتي مساعد

### أدلمو
رسّام. راهب مبتدئ وأول من يُقتل.

### فينانسيو
مترجم

### الشيخ يورغ
راهب عجوز. يحظى بهيبة واحترام الدير. أول من يدخل في مجادلة كادت أن تكون مشاجرة مع ويليم حول موضوع الضحك.

### سلفاتوري
بدا كأنه مجرد أحمق قبيح. لكن يكتشف ويليم في الرواية ماضيه الغامض والخطير.

### برناردو غوي
محقق لمحاكم التفتيش، زميل سابق لويليم ويبدو في لقائهما الثاني قبيل نهاية الرواية أنه يضمر له شيئاً.

## موضوعات رئيسة
إكو معروف بميوله السيميوطيقية، وتبنيه لمفهوم النص المفتوح، وهو يعول كثيراً على تأويل القارئ الشخصي للنص. كما يستخدم تقنية التحقيق وتفسير الجرائم كوسيلة أو نموذج يبدأ من خلاله القارئ في تحرياته وتفسيراته الذاتية، وفي أكثر من موضع يقول ويليم ما يعني:«أنا أحاول أن أعلّمك كيف تلتقط الدلالات التي يلقيها إليك العالم» أو «العالم كتاب مفتوح ويجب أن تقرأه» إلخ. كما يستخدم في أكثر من موضع أسلوب الحكاية داخل الحكاية، والأحلام ذات المغزى. وجود أرسطو كثيمة أساسية في الرواية هو وكتابه المسموم. يشير بشكل طفيف إلى جدل القرون الوسطى بين المقاييس العقلانية الهندسية والنظامية للجمال، وبين رواقية الفن أو فوضويته. ويُنظر للأمر كإسقاط على التناقض الفلسفي بين أرسطو (العقلانية والنظامية) وبين ديوجين (الكلبية أو الثورة)، حين يمثّل أرسطو حكمة السلطة بسبب علاقته بالسلطة، ودوره كأستاذ لحكّام ونبلاء الإغريق. وبين ديوجين الذي يزدري السلطة.
ويبدو بشكل عام أن الرواية تحاول أن ترسي وتظهر عدد من التناقضات التي سيطرت على هذه الفترة، العقل والجنون، الخير والشر، التسامح والتشدد، النضج والسذاجة، الدين والروحانية، العلم والسحر، الإمبريقي والنظري.
يقول إكو في أكثر من موضع أن أي كتاب يدور حول كتب أخرى غالباً. هو بهذا ينفي ضمنياً علاقة النصوص المكتوبة بأي واقع خارجي أو حقيفة إمبريقية. لهذا فإن نقطة التنوير هي ألا يفلح ويليم في اكتشاف القاتل عن طريق حكمه أو تحليله العقلاني، بل بمحض الصدفة (بشكل فوضوي)، وتُحرق المكتبة كعلامة على تبدّي الحقيقة أخيراً. فناء الكتب التي لا تمنح أي شكل للواقع، بل تسببت في ضلال الراهبين الرئيسيين، الراهب المحقق والراهب القاتل.

## العنوان
يثير عنوان الرواية غير المألوف اهتماماً كبيراً وتساؤلاً حول ما قد يعنيه. وقد أشار إكو إلى نيته في وضع عنوان «محايد كليّاً»، حين أنهى الرواية اقترح عشرة عناوين على أصدقائه ليختاروا، ووقع الأمر على «اسم الوردة». وقيل أنه نوى لفترة أن يجعل العنوان (دير الجريمة)، لكنه بهذا قد يسلّط الضوء على التفاصيل الجنائية في الرواية فقط. ويهدم شرط حيادية العنوان، وفي حكاية أخرى، أراد إيكو أن يكون العنوان «أدزو دي مالك». لكن الناشر رفض هذا العنوان (في إيطاليا لا يرتاح القارئ للروايات التي تأخذ من اسم شخص ما عنواناً لها)، ثم خطر له عنوان «اسم الوردة» بالصدفة المحضة. (اسم الوردة لا يزال اسم شخص ما) وأشار إيكو إلى إعجابه بهذا العنوان بالذات، حيث أن الوردة رمز ثقيل دلالياً اتخذ معان متعددة عبر التاريخ، لدرجة أنه قد لا يحوي أي معنى واضح الآن.
السطر الأخير في الرواية: كانت الوردة اسماً، ونحن لا نمسك إلا الأسماء. أراد منه إيكو أن يشير إلى جمال الماضي الذي ضاع الآن في الرواية. قد تكون «الوردة الضائعة» هي كتاب الكوميديا لأرسطو (الضائع فعلاً)، أو المكتبة التي حُرقت. وبقية الأشياء التي عرفناها من وصف أدزو لها فقط.
كما يُقترح أن الترجمة للسطر السابق خاطئة. حيث يُترجم كذلك كـ: «كانت روما اسماً، ونحن لا نمسك إلا الأسماء». والسطر هو بيت شعري لراهب عاش في القرن الثاني عشر، برنارد دي كولني (يلاحظ أنه كُتب في نفس تاريخ أحداث الرواية). هذا السطر قد يشير إلى معان ضمنية حول (ضياع المدنية) أو (المدنية المهددة). وهو بهذا يُسقط على الفترة المضطربة سياسياً التي دارت أثنائها أحداث الرواية والمشاحنات بين الكنيسة والإمبراطور، والممارسات الهمجية لبعض الأفراد والطوائف، حيث كما يرى معاصرو هذه الفترة تهتزّ سلطة روما للمرة الثانية، والمقصود بالسلطة هذه المرة هي السلطة الدينية.
في أساطير ويلز يُطلق اسم آنون على عالم الموتى، وهو كذلك المكان الذي يُدفن به الملوك والقديسون (مثل مقبرة القديسين التي تؤدي إلى المكتبة في الرواية). لكن في العصور الوسطى أصبح لفظ آنون يعني «الجنة غير الأرضية». يُعتقد بأنه في يوم معين من السنة يُفتح بابه. ويرحب أهل عالم الموتى بالبشر ويقيمون معهم المآدب والاحتفالات، بشرط ألا يأخذ بشري شيئاً من عالم الموتى إلى عالم الأحياء، واستمر هذا حتى احتفظ أحد البشر بوردة في جيبه، منذ ذلك الحين والباب مغلق للأبد. قد تشير الأساطير الويلزية إلى أصول الراهب ويليم، وكذلك تيمة تحريم أخذ شيء من عالم الموتى إلى عالم الأحياء. وهو ما قد يشير إلى كتاب أرسطو الذي يحاول أكثر من راهب الوصول إليه أو حتى اخراجه من المكتبة. وحين حدث هذا احترقت المكتبة في الرواية، آذنة بانفصال نهائي بين عالم الواقع وعالم الخيال.

## أعمال فنية مقتبسة عن الرواية
في عام 1986 صدر فيلم عن الرواية للمخرج الفرنسي جان جاك أنو، ثم في عام 1998 تحولت الرواية إلى مسرحية للمخرج غريغور غونتا، وفي عام 2006 تحولت إلى دراما إذاعية لكريس دولان.
وفي عام 1996 أطلقت فرقة الروك البريطانية (تن) اسم الرواية على ألبومها الموسيقي الصادر في ذات العام. أما في مجال ألعاب الفيديو صدرت 4 ألعاب مستندة إلى الرواية، (دير الجريمة) 1987، وتم تطويرها في عام 2016. (نومن روساي) 1988، (مغامرات سلوفاكية) 1993، (جريمة في دير) 2008.

## وصلات خارجية
- اسم الوردة على موقع الموسوعة البريطانية (الإنجليزية)
- نادي اقرأ - اسم الوردة
- فيلم اسم الوردة
- مراجعات القراء حول رواية اسم الوردة على موقع أبجد